# Лінія Марет
Лінія Марет (фр. Ligne Mareth) — система фортифікаційних споруд, побудована Францією на півдні Тунісу наприкінці 1930-х років. Лінія була призначена для захисту Тунісу від італійського вторгнення з його колонії в Лівії. Оборонна лінія будувалася на критично важливому напрямку, на якому сходилися шляхи до Тунісу з півдня, ведучи до міста Марета, з Середземним морем на сході та горами та піщаними оазами на заході.
Лінія простягалася вздовж північної сторони Ваді-Зігзау приблизно на 50 км на південний захід від затоки Габес до Чегуімі та гори Джебель хребта Матмата на плато Дахар між Великим Східним Ергом (Великим Східним Піщаним морем) і пагорбами Матмата. Проміжок Тебага, між лінією Марет і Великим східним піщаним «морем», потенційний шлях, яким загарбник міг би обійти лінію Марет, не досліджувався до 1938 року.
Після французької капітуляції 22 червня 1940 року лінія Марета була демілітаризована під наглядом італо-німецької комісії. Туніс був окупований силами Осі після операції «Смолоскип» у 1942 році, і інженери Осі відремонтували лінію та зміцнили її спроможності, побудувавши додаткові оборонні споруди між лінією та Ваді-Зейсом за 5,6 км на південь, але побудовані французами позиції протитанкових гармат були занадто малі для протитанкових гармат, що перебували на озброєнні держав Осі, що їх довелося розташувати в іншому місці.